# Herb Jedwabnego
Herb Jedwabnego – jeden z symboli miasta Jedwabne i gminy Jedwabne w postaci herbu.

## Wygląd i symbolika
Herb przedstawia na błękitnej tarczy białą podkowę z umieszczonymi pod i nad nią dwoma krzyżami także białymi. Na tle podkowy umieszczone są skrzyżowane ze sobą zielone drzewo i czarna kotwica. 
Elementy herbu nawiązują do herbu Lubicz. 

## Historia
Nie są znane dawne pieczęcie miejskie, dlatego wizerunek herbowy został przejęty z Albumu Heroldii Królestwa Polskiego.